# أعمال شغب بومباي
تشير أعمال شغب بومباي عادةً إلى أعمال الشغب التي حصلت في بومباي، في ديسمبر عام 1992 ويناير عام 1993، والتي قُتل فيها ما يقارب 900 شخص. أُثيرت أعمال الشغب أساسًا نتيجة تصاعد العداوات بعد احتجاجات واسعة من قبل المسلمين كرد فعل على هدم مسجد بابري من قبل الكارسيفاكس الهندوس في أيوديا.
نُقل إن العنف كان منظمًا من قبل شيفا سينا، وهو حزب سياسي قومي هندوسي في ماهاراشترا. صرح عضو رفيع المستوى في الفرع الخاص لاحقًا أن الشرطة كانت على دراية تامة بقدرات شيف سينا على ارتكاب أعمال العنف، وأنهم حرضوا على الكراهية ضد طوائف الأقليات. صرحت المؤرخة باربرا ميتكالف أن أعمال الشغب كانت مذبحة مدبرة ضد المسلمين.
تبعت أعمال الشغب تفجيرات بومباي الثأرية في 12 مارس 1993.

## الخلفية الطائفية في الهند
يمكن اعتبار أعمال شغب بومباي نتيجة لتوترات طائفية أكبر على امتداد الهند. شملت سياسة فرق تسد الاستعمارية البريطانية ظاهريًا نشاطات إدارية وسياسية مثل إجراء الإحصاءات الطائفية وإصلاحات مورلي مينتو التي اعتمدت على التفرقة الطائفية، وبالأخص الانقسامات بين الهندوس والمسلمين. بعد الاستقلال، أدت الآثار اللاحقة لتقسيم الهند على أسس طائفية، وظهور «المنافسة الاقتصادية بين المسلمين والهندوس»، ونمو الحركات اليمينية المشاعية مثل (الآر إس إس)، واستراتيجيات «الاسترضاء» السياسية تجاه التأثيرات السياسية الطائفية التي عملت بها السلطات السياسية العلمانية (قضية شاه بانو)، إلى تعزيز الإيديولوجيات المشاعية في البلاد. يعد هدم مسجد بابري في 6 ديسمبر 1992، وهو عمل عنف طائفي صدر من متطرف هندوسي، السبب المباشر لأعمال الشغب.

## لمحة عامة عن أعمال الشغب
وفقًا لما أكدته لجنة سريكريشنا الحكومية، بدأت أعمال الشغب نتيجة التوتر الطائفي السائد في المدينة بعد هدم مسجد بابري في 6 ديسمبر عام 1992. حددت اللجنة مرحلتين لأعمال الشغب. كانت المرحلة الأولى بصورة رئيسية تحريضًا إسلاميًا نتيجة هدم مسجد بابري في الأسبوع التالي مباشرة ليوم 7 ديسمبر عام 1992، وقاد عملية الهدم الزعماء السياسيون الممثلون للهندوتوفا في مدينة أيوديا. أما المرحلة الثانية فكانت ثورة هندوسية ظهرت نتيجة مقتل الماثادي كامغار الهندوس (العمال) على يد متعصبين مسلمين في دونغري (منطقة في جنوب مومباي)، وطعن الهندوس في مناطق الأغلبية المسلمة وحرق ستة منهم إحداهم فتاة من ذوي الاحتياجات الخاصة في راداباي شاول. حدثت هذه المرحلة في يناير 1993، وسُجلت كل الحوادث بين 6 و20 يناير.
أكد التقرير أن المشاعر الطائفية لدى الهندوس بلغت ذروتها بسبب الكتابات التحريضية في الإعلام المطبوع، وبالأخص في صحيفتي سامنا ونافاكال اللتين قدمتا روايات مبالغ فيها حول جرائم قتل الهندوس وحادثة راداباي شاول. من 8 يناير 1993، حدثت العديد من أعمال الشغب بين الهندوس بقيادة حزب شيف سينا والمسلمين والتي يحتمل أنها موِّلت من قبل المجتمع الإجرامي في بومباي آنذاك. قُتِل ما يقدر بنحو 575 مسلمًا و275 هندوسيًا في نهاية أعمال الشغب. استُغِل العنف الطائفي والشغب اللذين اندلعا نتيجة الحرق في دونغري وراداباي شاول، والعنف الثأري اللاحق بقيادة شيف سينا، من قبل العناصر الإجرامية المحلية ممن كانت لديهم فرصة محتملة لتحقيق مكاسب سريعة. بحلول الوقت الذي أدركت فيه منظمة اليمين الهندوسي شيف سينا أنها فعلت ما يكفي «للانتقام»، كان العنف وأعمال الشغب قد خرجا عن سيطرة قادتهما الذين اضطروا إلى إصدار نداء لوضع حد لهذا الأمر.

## دور شيف سينا
أكدت التقارير على نطاق واسع أن العنف كان محرضًا من قبل شيفا سينا، وهو حزب سياسي قومي هندوسي في ماهاراشترا. صرح عضو رفيع المستوى في الفرع الخاص لاحقًا أن الشرطة كانت على دراية تامة بقدرات شيف سينا على ارتكاب أعمال العنف، وأنهم حرضوا على الكراهية ضد طوائف الأقليات. صرحت المؤرخة باربرا ميتكالف أن أعمال الشغب كانت مذبحة مدبرة ضد المسلمين. أُلقي القبض على بال تاكيراي، قائد شيف سينا آنذاك، في يوليو عام 2000 لتواطؤه في أعمال الشغب و«خطاباته التحريضية» التي قد تكون ساعدت في زيادة أعمال لشغب. ورُفِضت القضية لاحقًا.